# Roy Chapman Andrews
Roy Chapman Andrews, född 26 januari 1884 i Beloit, Wisconsin, död 11 mars 1960, var en amerikansk äventyrare och upptäcktsresande. Andrews är kanske mest känd för sina expeditioner till Gobiöknen i Mongoliet.

## Biografi
Efter sin examen blev Andrews städare på American Museum of Natural History. År 1908 började han studera valar på bl.a. Vancouver Island. Han mätte, fotograferade och spelade in olika läten från bl.a. knölval och blåval.
Mellan 1916 och 1925 ledde Andrews ett antal expeditioner till Asien, bland annat till Gobiöknen, där han upptäckte ett bo med dinosaurieägg som han trodde tillhörde en Protoceratops vilken var den vanligaste dinosaurien i det området. I närheten av boet låg kvarlämningarna efter en tvåbent dinosaurie som man trodde var där för att ta äggen och fick därför namnet Oviraptor Philoceratops vilket betyder "äggtjuven som tycker om noshornsödlor". Senare visade det sig att den inte alls var där för att röva äggen utan att det var de egna äggen.
Andrews har kallats för "verklighetens Indiana Jones" och är inspiration till denne då han bland annat stred mot banditer i Gobiöknen. Han ska ha rapporterats död ett antal gånger.